# Mont-Saint-Martin (Meurthe-et-Moselle)
Mont-Saint-Martin é uma comuna francesa na região administrativa de Grande Leste, no departamento de Meurthe-et-Moselle. Estende-se por uma área de 8,84 km². Em 2010 a comuna tinha 9 066 habitantes (densidade: 1 025,6 hab./km²).